# Via Indipendenza
La Via dell'Indipendenza, communément appelée Via Indipendenza, est une rue du centre historique de Bologne qui mène de la Piazza Maggiore à la Gare de Bologne-Centrale, marquant la frontière entre les quartiers de Porto-Saragozza et de Santo Stefano.

## Histoire
Le projet de construction d'une rue reliant le centre-ville à la zone nord est approuvé en 1862, recevant la déclaration d'utilité publique trois ans plus tard, en 1865. Dans ces années de la proclamation du royaume d'Italie (d'où elle tire son nom), en effet, la région de Bologne était devenue un nœud ferroviaire important sur la ligne Bologne-Ancône, nécessitant de moderniser le tronçon de route menant les passagers vers le centre. Malgré la lenteur des travaux de construction, elle fut finalement achevée en 1888 grâce à la rectification de plusieurs rues anciennes (Canton dei Fiori et Piazza San Pietro - anciennement partie du Cardo maximus de la Bononia romaine -, Via Malcontenti, Campo de Fiori, Via della Maddalena, Casette di San Benedetto).
Le nouveau tronçon a contribué à réaménager significativement ce qui était encore quelques années auparavant l'un des quartiers les plus dégradés de la ville, suscitant l'intérêt des constructeurs et générant un phénomène de gentrification. Pendant les années du régime fasciste, en même temps que la construction de la piazza dell'Unità, l'actuelle via Matteotti a également été incluse dans le tracé de la via Indipendenza, dont elle est, en fait, la continuation.
Aujourd'hui, la Via Indipendenza est considérée comme la principale zone commerciale de la capitale de l'Émilie-Romagne, traversant également la zone de la cathédrale de Bologne, l'Arena del Sole, la Piazza VIII Agosto, la Porte Galliera et la gare routière.

Vues.
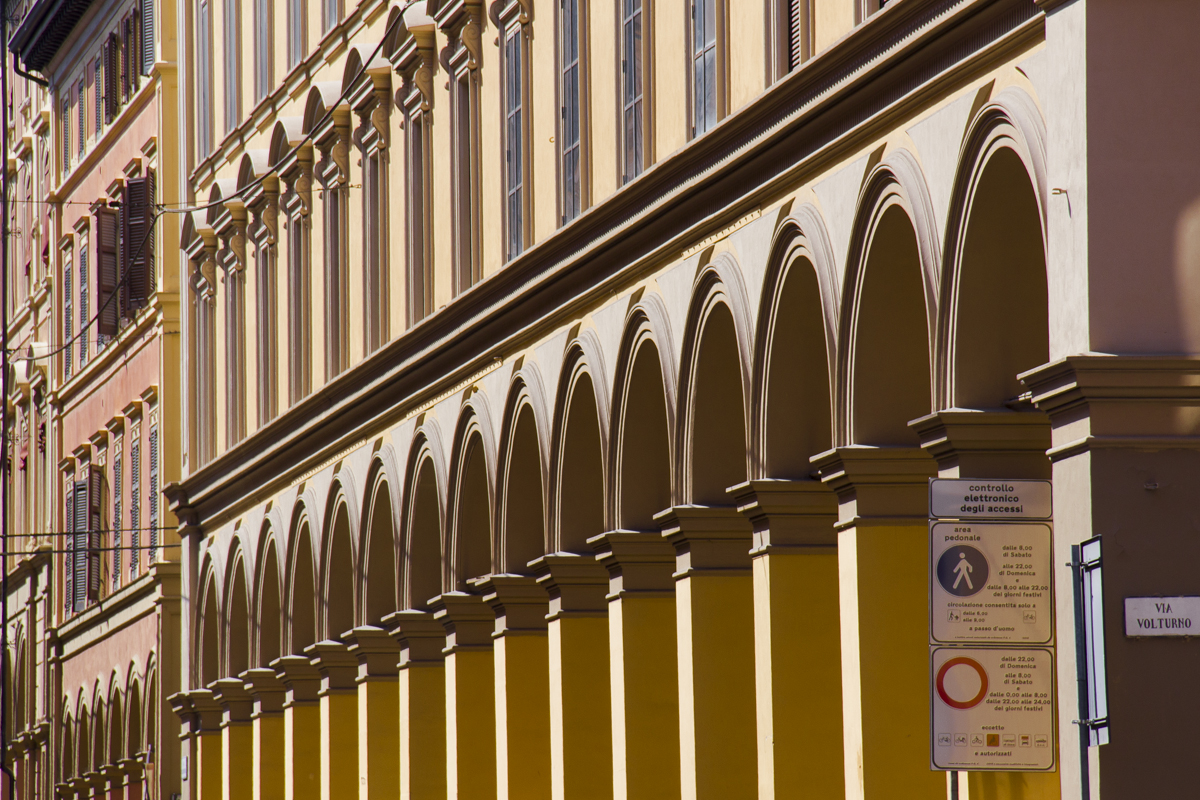
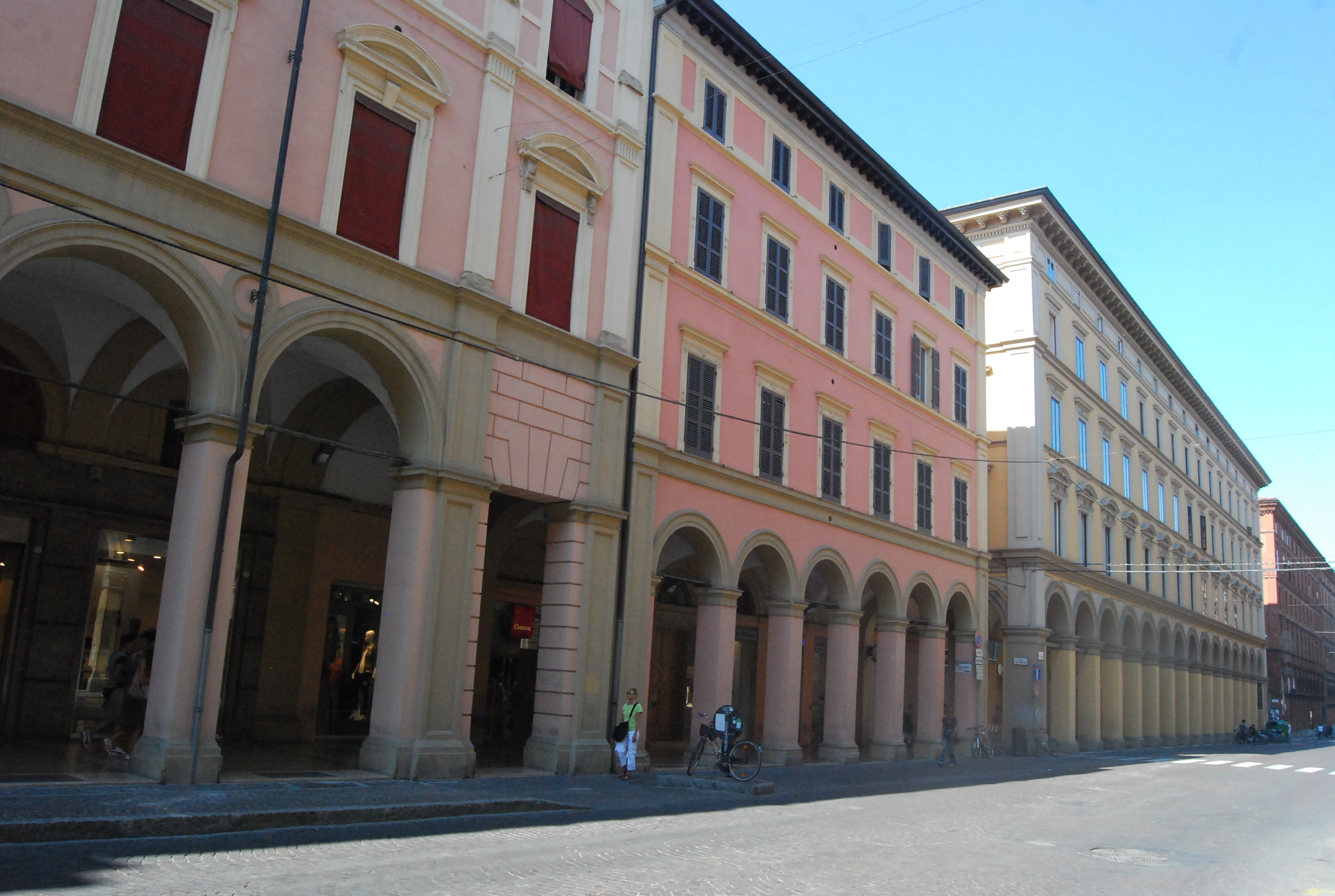
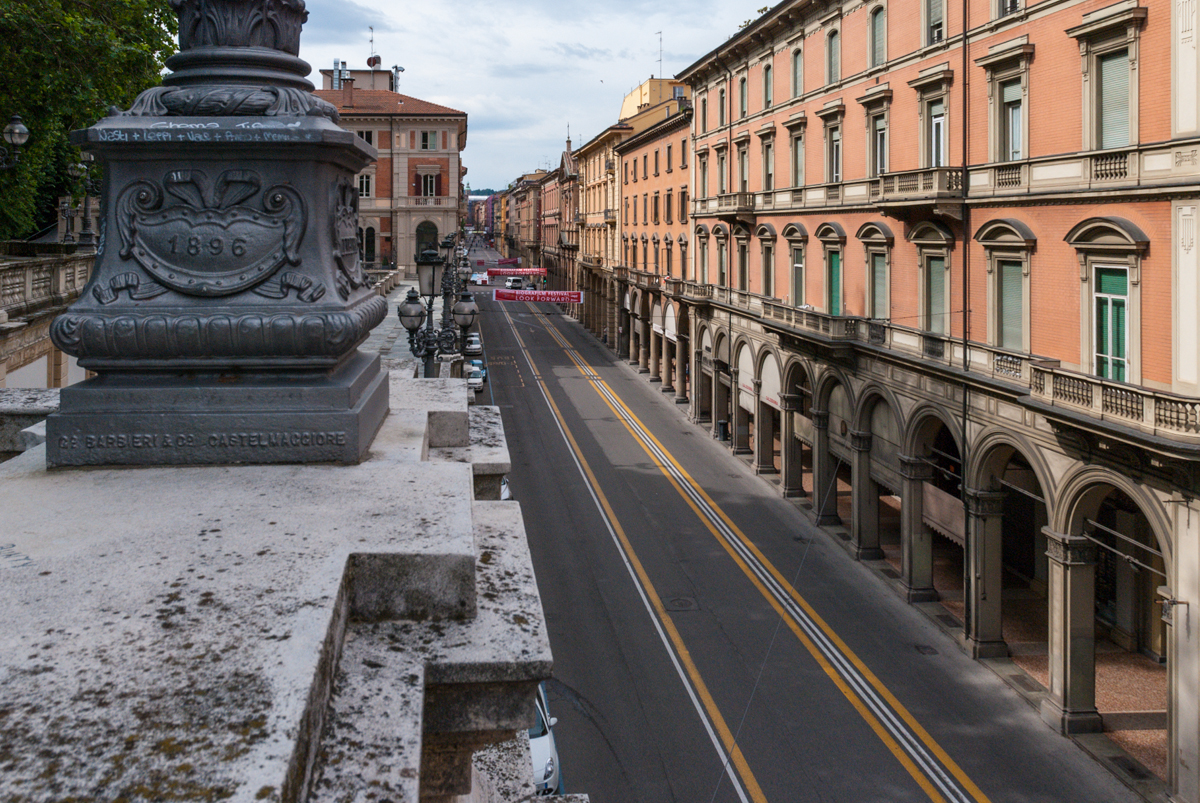